# Rassoul Ndiaye
Rassoul Ndiaye, né le 11 décembre 2001 à Besançon, est un footballeur franco-sénégalais qui occupe le poste de milieu de terrain au Havre AC.

## Biographie

### En club
Rassoul Ndiaye rejoint le centre de formation du FC Sochaux-Montbéliard en 2014, en provenance du Racing Besançon. Il gravit les échelons et signe finalement son premier contrat professionnel d'une durée de trois ans en faveur de son club formateur en 2019.
Le 13 août 2019, il joue son premier match en professionnel face au Paris FC en Coupe de la Ligue. Début 2020, il fait ses débuts en Ligue 2 lors du déplacement du FC Sochaux-Montbéliard à l'AS Nancy-Lorraine en tant que titulaire. Lors de la saison suivante, il accumule plus de temps de jeu et entre réellement dans la rotation en disputant 25 matchs de championnat, le plus souvent en entrant en jeu en cours de match. 
La saison suivante est celle de la confirmation. Ndiaye joue trente-cinq rencontres pour cinq buts inscrits et trois passes décisives et participe activement à la qualification de son club pour les play-offs de montée en Ligue 1. Il est ensuite élu "Pépite de la saison 2021/2022" de Ligue 2 et courtisé par plusieurs clubs de Ligue 1 tels que le Toulouse FC ou le Stade brestois.
À nouveau cadre de l'effectif l'année suivante, le FCSM joue les premières places du championnat 2022-2023 avant de chuter au classement en fin de saison. Le club est ensuite menacé de relégation administrative à la suite de lourdzs difficultés financières, ce qui oblige la vente des joueurs à forte valeur.  
Le 17 juillet 2023, il signe un contrat de trois ans avec le Havre AC, promu en Ligue 1.

### Carrière internationale
Le 11 septembre 2022, Ndiaye est convoqué avec l'équipe du Sénégal U23. Il dispute ainsi son premier match sous les couleurs du pays de ses parents face au Maroc U23 (victoire 4-0). Il est à nouveau convoqué en juin 2023, mais il est contraint de déclarer forfait en raison d'une blessure à la cuisse.
Il est joue son premier match avec l'équipe A du Sénégal le 26 mars 2024 en entrant en jeu lors d'une victoire un but à zéro en amical contre le Bénin.

## Statistiques
| Saison                | Club                   | Championnat           | Championnat | Championnat | Championnat | Coupe nationale | Coupe nationale | Coupe nationale | Coupe de la Ligue | Coupe de la Ligue | Coupe de la Ligue | Play-offs | Play-offs | Play-offs | Total | Total | Total |
| Saison                | Club                   | Division              | M.          | B.          | P.d.        | M.              | B.              | P.d.            | M.                | B.                | P.d.              | M.        | B.        | P.d.      | M.    | B.    | P.d.  |
| 2019-2020             | FC Sochaux-Montbéliard | Ligue 2               | 1           | 0           | 0           | 1               | 0               | 0               | 1                 | 0                 | 0                 | -         | -         | -         | 3     | 0     | 0     |
| 2020-2021             | FC Sochaux-Montbéliard | Ligue 2               | 25          | 0           | 0           | 2               | 0               | 0               | -                 | -                 | -                 | -         | -         | -         | 27    | 0     | 0     |
| 2021-2022             | FC Sochaux-Montbéliard | Ligue 2               | 35          | 5           | 3           | 3               | 0               | 2               | -                 | -                 | -                 | 2         | 0         | 0         | 40    | 5     | 5     |
| 2022-2023             | FC Sochaux-Montbéliard | Ligue 2               | 31          | 1           | 1           | 2               | 0               | 0               | -                 | -                 | -                 | -         | -         | -         | 33    | 1     | 1     |
| Sous-total            | Sous-total             | Sous-total            | 92          | 6           | 4           | 8               | 0               | 2               | 1                 | 0                 | 0                 | 2         | 0         | 0         | 103   | 6     | 6     |
| 2023-2024             | Le Havre AC            | Ligue 1               | 19          | 0           | 0           | 1               | 0               | 0               | -                 | -                 | -                 | -         | -         | -         | 20    | 0     | 0     |
| 2024-2025             | Le Havre AC            | Ligue 1               | 27          | 1           | 1           | 1               | 0               | 0               | -                 | -                 | -                 | -         | -         | -         | 28    | 1     | 1     |
| 2025-2026             | Le Havre AC            | Ligue 1               | 1           | 1           | 0           | -               | -               | -               | -                 | -                 | -                 | -         | -         | -         | 1     | 1     | 0     |
| Sous-total            | Sous-total             | Sous-total            | 47          | 2           | 1           | 2               | 0               | 1               | -                 | -                 | -                 | -         | -         | -         | 49    | 2     | 2     |
| Total sur la carrière | Total sur la carrière  | Total sur la carrière | 139         | 8           | 5           | 10              | 0               | 2               | 1                 | 0                 | 0                 | 2         | 0         | 0         | 152   | 8     | 7     |

### En sélection nationale
| Saison                | Sélection             | Phases finales        | Phases finales | Phases finales | Phases finales | Éliminatoires | Éliminatoires | Éliminatoires | Matchs amicaux | Matchs amicaux | Matchs amicaux | Total | Total | Total |
| Saison                | Sélection             | Compétition           | M              | B              | Pd             | M             | B             | Pd            | M              | B              | Pd             | M     | B     | Pd    |
| --------------------- | --------------------- | --------------------- | -------------- | -------------- | -------------- | ------------- | ------------- | ------------- | -------------- | -------------- | -------------- | ----- | ----- | ----- |
| 2023-2024             | Sénégal               | -                     | -              | -              | -              | -             | -             | -             | 1              | 0              | 0              | 1     | 0     | 0     |
| Total sur la carrière | Total sur la carrière | Total sur la carrière | -              | -              | -              | -             | -             | -             | 1              | 0              | 0              | 1     | 0     | 0     |